# Jacu-estalo-de-bico-verde
O jacu-estalo-de-bico-verde (nome científico: Neomorphus geoffroyi), também conhecido como taiaçuíra, tajaçuíra, acanati, acanatique, acunati, aracuão, jacu-molambo, jacu-porco e mãe-de-porco, é uma ves cuculiforme, da família dos cuculídeos (Cuculidae). É encontrado em florestas primárias úmidas do sul da Nicarágua, passando pela Costa Rica e Panamá, até o noroeste da Colômbia. Outra população ocorre no oeste e sul da Bacia Amazônica do sudeste da Colômbia, leste do Equador, leste do Peru, norte da Bolívia e Brasil, enquanto uma população final ocorre na Mata Atlântica do leste do Brasil. Existe muita confusão sobre os limites exatos de sua distribuição no centro-sul da Amazônia, onde ocorre o o muito semelhante jacu-estalo-escamoso (Neomorphus squamiger; as marcas de peito normalmente usadas para separar o jacu-escalo-escamoso e o jacu-estalo-de-bico-verde são conhecidas por variar clinicamente). Consequentemente, o jacu-escalo-escamoso tem sido frequentemente considerado uma subespécie do jacu-estalo-de-bico-verde.

## Etimologia
Taiaçuíra e tajaçuíra, segundo Antenor Nascentes, vêm do termo tupi taiasu'wira (que por sua vez derivou do tupi gwï'ra, "ave"), que significa "ave porco-do-mato". Foi registrado pela primeira vez em 1911 sob a forma taiassú-uirá antes de assumir a grafia atual. Diz respeito à semelhança do som produzido pelo jacu-estalo-de-bico-verde e a queixada (Tayassu pecari). Acunati, acanati e acanatique derivam do tupi akã ("cabeça") e atê ("pontudo, aguçado"), significando "ave [que] tem cocuruto". Seu primeiro registro foi em 1911 com acanatic. Aracuão ou aracuã, por sua vez, advêm do tupi ara'kwã; foram registrados como aracoá em 1587, aracoã em 1594, haracoa em 1618, acaruaãs em 1728, araquans em 1730, aracuan em 1777, araraquans em 1782 e finalmente acaruãs em 1928. Molambo, do vernáculo jacu-molambo, originou-se no quimbundo mulambo, que significa "pano atado entre as pernas".  Por fim, jacu deriva do tupi ya'ku no sentido de "ave galiforme da família dos cracídeos". De acordo com Rodolfo Garcia, significa "o que come grãos" e derivou de y ("aquele, o que"), a ("fruto, grão") e cu ("comer, tragar"). Foi registrado em 1576 como jacús, em 1594 como jacu, em 1618 como jaqu e em 1648 como jacij.

## Descrição
O jacu-estalo-de-bico-verde mede 48 centímetros e pesa em média 350 gramas. É um grande pássaro que vive no solo com pernas robustas e uma cauda longa. Possui cabeça marrom, crista marrom-esverdeada e bico curvo. As partes superiores e a cauda são escuras com uma iridescência esverdeada, azulada ou arroxeada, e as partes inferiores são esbranquiçadas a castanho-claras. As subespécies variam principalmente nos detalhes do padrão do peito e da coroa, e na cor da cauda e das asas. A íris é marrom e o bico é verde-amarelado opaco e cinza na base. Sua pele orbital é cinza ardósia. Há grande variação na faixa escura do peito, o que dificulta a fácil separação do jacu-estalo-escamoso. Consequentemente, o último é comumente considerado como uma subespécie do primeiro.

## Alimentação
O jacu-estalo-de-bico-verde alimenta-se de grandes insetos, aracnídeos, miriápodes, sapos e lagartos. Comumente segue as formigas de correição para caçar presas que fogem delas.

## Conservação
Como outras espécies do gênero Neomorphus, o jacu-estalo-de-bico-verde geralmente é altamente discreto e raramente visto. Embora em geral improvável de ser ameaçada devido à sua grande variedade, uma subespécie, a nominada (da Bahia, Brasil; syn. maximiliani), pode estar extinta, e outra, dulcis (do Rio de Janeiro e Espírito Santo, Brasil), é muito rara e provavelmente ameaçada. As subespécies restantes são salvini da América Central e noroeste da Colômbia, aequatorialis do noroeste da Bacia Amazônica, australis do sudoeste da Bacia Amazônica e amazonicus do sudeste da Bacia Amazônica.
No geral, o jacu-estalo-de-bico-verde é listado na Lista Vermelha da União Internacional para a Conservação da Natureza (UICN / IUCN) como "vulnerável". Além da degradação do habitat, nenhuma ameaça específica foi identificada e a ave tem uma ampla variedade e uma população presumivelmente grande. A tendência populacional provavelmente será decrescente, mas não a um ritmo que justifique colocar esta ave em uma categoria mais ameaçada. Em 2005, foi listado como criticamente em perigo na Lista de Espécies da Fauna Ameaçadas do Espírito Santo; em 2010, como em criticamente em perigo na Lista de Espécies Ameaçadas de Extinção da Fauna do Estado de Minas Gerais; em 2014, como vulnerável na Portaria MMA N.º 444 de 17 de dezembro de 2014; e em 2018, como vulnerável no Livro Vermelho da Fauna Brasileira Ameaçada de Extinção do Instituto Chico Mendes de Conservação da Biodiversidade (ICMBio) e possivelmente extinto na Lista das Espécies da Fauna Ameaçadas de Extinção no Estado do Rio de Janeiro.